# Smáfjöll (bergskedja i Island, lat 63,78, long -19,24)
Smáfjöll är en bergskedja i republiken Island. Den ligger i regionen Suðurland, 140 km öster om huvudstaden Reykjavík.